# Belarussischer Fußballpokal 2020/21
Der Belarussische Fußballpokal 2020/21 war die 30. Austragung des belarussischen Pokalwettbewerbs der Männer. Das Finale fand am 23. Mai 2021 im Zentralstadion von Homel statt. Pokalsieger wurde Titelverteidiger BATE Baryssau, der sich im Finale gegen den FK Islatsch durchsetzte.

## Modus
Im Gegensatz zur Liga wurde der Pokal im Herbst-Frühjahr-Rhythmus ausgetragen. Bis zum Achtelfinale wurden die Begegnungen in einem Spiel ausgetragen. Bei unentschiedenem Ausgang wurde zur Ermittlung des Siegers eine Verlängerung gespielt. Stand danach kein Sieger fest, folgte ein Elfmeterschießen. Ab dem Viertelfinale wurden die Sieger in Hin- und Rückspiel ermittelt. Der Pokalsieger qualifizierte sich für die UEFA Europa League.

## Teilnehmende Teams
| Wyschejschaja Liha (16) | Perschaja Liha (14) | Druhaja Liha (20) | Amatarskaja Liha (6)                                                                                                  |
| --- | --- | --- | --- |
| - BATE Baryssau - Belschyna Babrujsk - FK Dinamo Brest - FK Enerhetyk-BDU Minsk - FK Haradseja - FK Njoman Hrodna - FK Islatsch - FK Minsk - FK Dinamo Minsk - FK Ruch Brest - FK Schachzjor Salihorsk - FK Slawija-Masyr - FK Sluzk - FK Smaljawitschy - FK Tarpeda-BelAS Schodsina - FK Wizebsk | - Arsenal Dsjarschynsk - Aschmjany-BDUFK - Chimik Swetlahorsk - FK Homel - FK Hranit Mikaschewitschy - FK Krumkatschy Minsk - FK Lokomotiv Homel - FK Lida - Naftan Nawapolazk - FK Orscha - FK Slonim-2017 - FK Smarhon - FK Sputnik Retschyza - FK Wolna Pinsk | - FK Assipowitschy - FK Astrawez - FK Baranawitschy - Bumprom Homel - Dnjapro Mahiljou - FK Dnjapro Rahatschou - FK Horki - FK Kronan Stoubzy - FK Iwazewitschy - FK Maladsetschna-2018 - Melijaratar Schytkawitschy - FK Enerhetyk-BDATU Minsk - BDU Minsk - Perschy Kawjardsjaki - FK Polazk-2019 - FK Schlobin - SMIautatrans Smaljawitschy - FK Stanles Pinsk - FK Tschajka Selwa - Wiktorija Marjina Horka | - FK Alfa Minsk - FK Mantaschnik Masyr - Nowaja Pripjat Alschany - Sparta Waukawysk - Spartak Schklou - Stoitel Kapyl |

## 1. Qualifikationsrunde
Teilnehmer waren 6 Amateurvereine und 12 Drittligisten. Die unterklassigen Teams hatten Heimrecht.
| Datum      |                             | Ergebnis               |                                  |
| ---------- | --------------------------- | ---------------------- | -------------------------------- |
| 16.05.2020 | FK Mantaschnik Masyr (A)    | 1:1 n. V. (4:5 i. E.)  | FK Stanles Pinsk (III)           |
| 16.05.2020 | FK Assipowitschy (III)      | 3:1                    | FK Alfa Minsk (A) 1              |
| 16.05.2020 | FK Tschajka Selwa (III)     | 0:4                    | SMIautatrans Smaljawitschy (III) |
| 16.05.2020 | Nowaja Pripjat Alschany (A) | 4:2                    | FK Dnjapro Rahatschou (III)      |
| 16.05.2020 | Stoitel Kapyl (A)           | 2:1                    | FK Iwazewitschy (III)            |
| 16.05.2020 | Sparta Waukawysk (A)        | 1:4 n. V.              | FK Baranawitschy (III)           |
| 16.05.2020 | Spartak Schklou (A)         | 2:0                    | Wiktorija Marjina Horka (III)    |
| 16.05.2020 | BDU Minsk (III)             | 3:1                    | FK Schlobin (III)                |
| 16.05.2020 | FK Polazk-2019 (III)        | 2:2 n. V. (10:9 i. E.) | FK Maladsetschna-2018 (III)      |

## 2. Qualifikationsrunde
Teilnehmer waren die 9 Sieger der ersten Qualifikationsrunde, 8 weitere Drittligisten und 13 Zweitligisten. Die unterklassigen Teams hatten Heimrecht.
| Datum      |                                  | Ergebnis |                                |
| ---------- | -------------------------------- | -------- | ------------------------------ |
| 06.06.2020 | Bumprom Homel (III)              | 0:6      | Dnjapro Mahiljou (III)         |
| 06.06.2020 | FK Assipowitschy (III)           | 1:3      | FK Sputnik Retschyza (II)      |
| 06.06.2020 | FK Polazk-2019 (III)             | 1:3      | Chimik Swetlahorsk (II)        |
| 06.06.2020 | FK Horki (III)                   | 0:3      | Aschmjany-BDUFK (II)           |
| 06.06.2020 | Nowaja Pripjat Alschany (A)      | 0:3      | FK Wolna Pinsk (II)            |
| 06.06.2020 | FK Kronan Stoubzy (III)          | 0:6      | FK Hranit Mikaschewitschy (II) |
| 06.06.2020 | SMIautatrans Smaljawitschy (III) | 2:5      | FK Slonim-2017 (II)            |
| 06.06.2020 | Stoitel Kapyl (A)                | 1:3      | FK Orscha (II)                 |
| 06.06.2020 | FK Baranawitschy (III)           | 1:0      | FK Smarhon (II)                |
| 06.06.2020 | FK Enerhetyk-BDATU Minsk (III)   | 2:6      | FK Astrawez (III)              |
| 06.06.2020 | BDU Minsk (III)                  | 0:5      | FK Homel (II)                  |
| 06.06.2020 | FK Stanles Pinsk (III)           | 0:1      | Arsenal Dsjarschynsk (II)      |
| 06.06.2020 | Perschy Kawjardsjaki (III)       | 00:15    | FK Lokomotiv Homel (II)        |
| 06.06.2020 | Spartak Schklou (A)              | 0:4      | Naftan Nawapolazk (II)         |
| 06.06.2020 | Melijaratar Schytkawitschy (III) | 03:0 1   | FK Lida (II)                   |

## 1. Runde
Teilnehmer waren die 15 Sieger der zweiten Qualifikationsrunde, mit dem FK Krumkatschy Minsk ein weiterer Zweitligist und die 16 Mannschaften der Wyschejschaja Liha 2020. Die unterklassigen Teams hatten Heimrecht.
| Datum      |                                  | Ergebnis  |                                |
| ---------- | -------------------------------- | --------- | ------------------------------ |
| 28.08.2020 | Arsenal Dsjarschynsk (II)        | 4:1 n. V. | FK Smaljawitschy (I)           |
| 28.08.2020 | FK Orscha (II)                   | 1:6       | FK Enerhetyk-BDU Minsk (I)     |
| 28.08.2020 | Dnjapro Mahiljou (III)           | 1:2       | FK Islatsch (I)                |
| 29.08.2020 | Naftan Nawapolazk (II)           | 0:2       | FK Haradseja (I)               |
| 29.08.2020 | Chimik Swetlahorsk (II)          | 0:3       | FK Ruch Brest (I)              |
| 29.08.2020 | FK Baranawitschy (III)           | 0:6       | FK Wizebsk (I)                 |
| 29.08.2020 | FK Lokomotiv Homel (II)          | 0:2       | FK Sluzk (I)                   |
| 29.08.2020 | FK Hranit Mikaschewitschy (II)   | 0:5       | BATE Baryssau (I)              |
| 29.08.2020 | FK Wolna Pinsk (II)              | 0:4       | FK Slawija-Masyr (I)           |
| 30.08.2020 | FK Sputnik Retschyza (II)        | 3:2 n. V. | Belschyna Babrujsk (I)         |
| 30.08.2020 | Aschmjany-BDUFK (II)             | 0:5       | FK Tarpeda-BelAS Schodsina (I) |
| 30.08.2020 | Melijaratar Schytkawitschy (III) | 0:3       | FK Dinamo Brest (I)            |
| 30.08.2020 | FK Homel (II)                    | 1:4       | FK Schachzjor Salihorsk (I)    |
| 01.09.2020 | FK Krumkatschy Minsk (II)        | 2:0       | FK Dinamo Minsk (I)            |
| 05.09.2020 | FK Astrawez (III)                | 0:3       | FK Minsk (I)                   |
| 30.09.2020 | FK Slonim-2017 (II)              | 1:3       | FK Njoman Hrodna (I)           |

## Achtelfinale
Teilnehmer waren die 16 Sieger der ersten Runde.
| Datum      |                            | Ergebnis |                                |
| ---------- | -------------------------- | -------- | ------------------------------ |
| 02.10.2020 | FK Sputnik Retschyza (II)  | 1:4      | FK Tarpeda-BelAS Schodsina (I) |
| 02.10.2020 | FK Sluzk (I)               | 1:4      | FK Schachzjor Salihorsk (I)    |
| 03.10.2020 | FK Krumkatschy Minsk (I)   | 0:4      | FK Islatsch (I)                |
| 03.10.2020 | FK Ruch Brest (I)          | 0:3      | FK Minsk (I)                   |
| 03.10.2020 | FK Haradseja (I)           | 0:3      | Arsenal Dsjarschynsk (II)      |
| 04.10.2020 | FK Enerhetyk-BDU Minsk (I) | 0:1      | FK Wizebsk (I)                 |
| 04.10.2020 | FK Slawija-Masyr (I)       | 0:2      | FK Njoman Hrodna (I)           |
| 05.12.2020 | BATE Baryssau (I)          | 4:2      | FK Dinamo Brest (I)            |

## Viertelfinale
| Datum             |                                | Gesamt    |                           | Hinspiel | Rückspiel |
| ----------------- | ------------------------------ | --------- | ------------------------- | -------- | --------- |
| 06.03./06.04.2021 | FK Minsk (I)                   | (a)1:1(a) | FK Islatsch (I)           | 1:1      | 0:0       |
| 06.03./06.04.2021 | FK Tarpeda-BelAS Schodsina (I) | 3:0       | Arsenal Dsjarschynsk (II) | 3:0      | 0:0       |
| 07.03./07.04.2021 | BATE Baryssau (I)              | 5:3       | FK Wizebsk (I)            | 2:1      | 3:2       |
| 07.03./07.04.2021 | FK Schachzjor Salihorsk (I)    | 4:2       | FK Njoman Hrodna (I)      | 3:0      | 1:2       |

## Halbfinale
| Datum             |                             | Gesamt |                                | Hinspiel | Rückspiel |
| ----------------- | --------------------------- | ------ | ------------------------------ | -------- | --------- |
| 21.04./05.05.2021 | FK Schachzjor Salihorsk (I) | 1:2    | FK Islatsch (I)                | 1:0      | 0:2       |
| 21.04./05.05.2021 | BATE Baryssau (I)           | 5:2    | FK Tarpeda-BelAS Schodsina (I) | 4:1      | 1:1       |

## Finale
| Paarung        | BATE Baryssau – FK Islatsch |
| Ergebnis       | 2:1 (1:0) |
| Datum          | 23. Mai 2021 |
| Stadion        | Zentralstadion, Homel |
| Zuschauer      | 6.253 |
| Schiedsrichter | Sjarhej Stezurin |
| Tore           | 1:0 Stanislau Drahun (31.) 1:1 Dsmitryj Kamarouski (59.) 2:1 Pawel Rybak (77.) |
| BATE Baryssau  | Anton Tschytschkan – Maksim Waladsko, Pawel Rybak, Jakov Filipović, Aleksandar Filipović – Jauhen Jablonski – Pawel Karasjow (80. Aljaksej Nasko), Schochbos Umarow (62. Nemanja Milić), Stanislau Drahun (82. Mikalaj Sihnewitsch), Pawel Njachajtschyk (90.+1' Danila Njatschajeu) – Maksim Skawysch. Cheftrainer: Wital Schukouski |
| FK Islatsch    | Wladsislau Wasiljutschak – Arzjom Hurenka, Dsmitry Sinowitsch, Aljaksej Schalaschnikau (40. Kirill Gluschtschenkow), Yvan Dibango – Aleh Patozki (54. Dmitryj Lisakowitsch), Ruslan Lisakowitsch – Anton Kawaljou (71. Aleksandr Anufryjeu), Dsmitryj Kamarouski , Jurj Kosirenko – Wladsislau Marosau. Cheftrainer: Arzjom Radskou   |
| Gelbe Karten   | Schochbos Umarow, Pawel Karasjow, Mikalaj Sihnewitsch, Anton Tschytschkan – Aljaksej Schalaschnikau, Kirill Gluschtschenkow, Jurj Kosirenko |